# ロードムービー

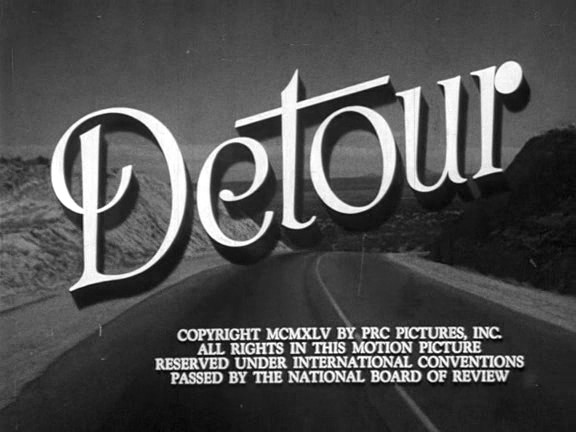
エドガー・G・ウルマー監督『恐怖のまわり道』（1945）。ニューヨークからハリウッドへと向かうピアニストが見たのは、人々の金銭欲だった。

ロードムービー（road movie）は、映画のジャンルの一つで、旅物語（たびものがたり）。即ち、旅の途中で起こる様々な出来事を、映画の物語にした作品である。
旅をしているため、場面の現場が移り変わっていくのが特徴である。演劇では歌舞伎や浄瑠璃における「道行」（みちゆき）、文学における東海道中膝栗毛などの「旅行記」「紀行」「道中記」、和歌における「羇旅」にあたる。

## 概要
登場人物は地元を離れ、長距離の自動車旅行に出る。そして日常とは異なる世界に入っていく。眼に入る風景や、生きている時代を背景に、彼らが抱えている「疎外感」がテーマとして描かれる。登場人物はしばしば逃亡中の犯罪者であり 、恐れ、苛立ち、自暴自棄になっている 。登場人物は走る自動車、ダイナーのブース、モーテルなど、狭い空間で長時間一緒に過ごす。互いの親密さを生むが、緊張の原因ともなる。男らしく危機をのりこえる姿、何者かに対する反逆、自動車文化、自己発見の過程などが描かれるが、ロードムービーのメインテーマは「保守的な社会規範に対する反抗」である。
ロードムービーには「追求型」と「逃亡型」、二つのタイプがある。「追求型」では、登場人物が何かを「発見」することでストーリーが動いていく（例：「断絶」（1972））。「逃亡型」では登場人物は警察などから逃げている最中であり、セックスや暴力のシーンが多くなる（例：「ナチュラル・ボーン・キラーズ」（1995））。アクション映画では移動した先々でおこる出来事がドラマチックに描かれるのに対し、ロードムービーでは、旅の途中で見たもの、感じたことをとおして登場人物の内面に生じた葛藤や変化が重視される。ロードムービーのプロットは標準的な三幕構成ではなく、オープンエンド構成をとることが多い。
登場人物に加えて、自動車とそのトラッキングショットが重要な要素であるが、西部劇と同様、おそらくカメラにうつる広い大地や空が重要である 。「開拓者精神」や「発見」を描いている点も西部劇と類似する。ロードムービーではカーオーディオから流れ、登場人物が聴いている曲をそのままサウンドトラックとして用いることが多い。1960〜70年代、それはロックであった（「イージー・ライダー」（1970）ではジミ・ヘンドリックス、バーズ、ステッペンウルフの曲が流れた）。
1930年代の初期の作品では男女のカップルが多かったが、第二次大戦後は男性二人組が主流になり、女性が登場しても短時間の道連れが多かった。まれに「テルマ&ルイーズ」（1991）のように女性二人が主役の作品もある。「バニシング・ポイント」（1971）は男ひとりであった。 1990 年以降はドライバーの多様性が増した。「プリシラ」（1994）はオーストラリアの砂漠を旅するドラァグクイーンのグループを描いている。 HIV 陽性 のゲイ男性 2 人による『リビング・エンド』（1992）、3人のドラァグクイーンによる「3人のエンジェル」（1996） 、アメリカ先住民2人による「スモーク・シグナルズ」（1998）、大人数による「ゲット・オン・ザ・バス」（1996）などがリリースされた。

## ジャンルと制作要素
ロードムービーというジャンルは曖昧でわかりにくい。ティモシー・コリガンは、どうしてもいろんな作品が入ってきて、他のジャンルと重なってしまう傾向があると言う。 デヴィン・オージェロンは、文字通り解釈すれば自動車旅行であるが、映画の歴史、映像文化そのものであり、古典的なハリウッド映画のジャンルのミックスであると言う。 
ロードムービーには、ロードホラー（例：「ニア・ダーク/月夜の出来事」（1988））、ロードコメディ（例：「アメリカの災難」（1996））、ロードレース映画（例：「デス・レース2000年」（1975））およびロックコンサートツアー映画（例：「あの頃ペニー・レインと」（2001））などの多くのサブジャンルがある。フィルム・ノワール・ロードムービーには、ヒッチハイクにまつわる恐怖とサスペンスを描いた「恐怖のまわり道」（1945）、「Desparate」（1947）、「ヒッチ・ハイカー」（1953）や、アウトローをテーマにした「夜の人々」（1948）や「拳銃魔」（1952）などがある。 フィルムノワールの影響を受けたネオノワール時代のロードムービーとして、「ヒッチャー」（1986）、「Delusion」（1991）、「レッドロック/裏切りの銃弾」（1993）、「ロードキラー」（2001）などがある。
ロードムービーは重要で人気のあるジャンルであるにもかかわらず、映画史上では見過ごされている。 映画の主要なジャンルとして扱われないことが多く、「ロードムービーの基準を満たす条件」についてはほとんど検討されていない。

## 歴史
ロードムービーのルーツはオデュッセイアやアエネーイスといった古代の叙事詩にある。現代の脚本家もロードムービーを好む。ドイツの教養小説のように、旅で経験したことを糧として、ヒーローが成長していく。重要なのは目的地ではなく、過程である。デヴィッド・レイダーマンはロードムービーに影響を与えた文学として、旅をしながら世の中を風刺した「ドン・キホーテ」（1615）、ミシシッピ川の川下りが社会批評となっている「ハックルベリー・フィンの冒険」（1885）、コンゴ川を遡行しながら悪徳商人をさがす「闇の奥」（1902）、旅を通じて近代社会を批判した「恋する女たち (D・H・ローレンス)」（1920）などをあげた。古い価値観に反抗してカップルがあてもない放浪の旅に出る「恋する女たち」のストーリーは今日のロードムービーに通じる。
ジョン・スタインベックの「怒りの葡萄」（1939）は、大恐慌時代の農民の苦労を描く。生き延びるために一家全員で長く苦しい旅に出る 。1年後に映画化された。腹を空かせ、疲れ果てた一家を乗せた車が国道66号線を走る。フロントグラスやミラーに映る道路の映像をモンタージュ・シーケンスとして使用し、ドライバー目線の映像で場所や移動を表現した。ヘンリー・ミラーの「冷房装置の悪夢」（1947）はフィクションではないが、ロードムービー的なフラストレーション、落ち着きのなさ、無目的な感じなどが表現されている。ミラーはアメリカ大陸を横断しながら、物質主義に陥った国家を批判した。
ジョン・フォードの「駅馬車」（1939）のような西部劇がロードムービーの原型とされる。銀行家、売春婦、脱獄囚、軍人の妻といった珍しい組み合わせが、危険な砂漠を旅する。ふだんは全くつながりがない乗客たちであるが、ジェロニモのアパッチ族の領地を通過するときは、高度なチームワークを発揮する。ロードムービーが古典的な旅行記と違うのは、車、オートバイ、バスあるいは鉄道で旅行する人物を描きながら、近代化、便利さとひきかえに人々が失ったものを描いている点である 。映画の誕生と同時に採用された手法ではあるが、第二次大戦後の車の普及・若者文化の広がりにともなって発展した。ただし、女性の軽視、「他者」への恐れ、権力・特権・ジェンダーが考慮されていないこと、白人主体であることなどの問題点があった。
1957年出版のジャック・ケルアック「路上」は、探検、探求、旅という「マスターシナリオ」により、第二次大戦前の作品とは異なる、新しいロードムービーを提案した。まず、車を運転しているシーンが多い。サル・パラダイスという作家志望の大学生が、ネタを求めて旅に出る。旅のスタートとゴールがはっきりしており、他のドライバーとの偶然の出会いが行き先を決める 。優等生のサルとは対照的な、不良少年ディーンが登場し、スピードを出して開放感を表現する。
ケルアックは、社会から疎外された人々を描くことで、ロードムービーの登場人物の幅を広げた。男女カップル（例：或る夜の出来事）や家族（例：怒りの葡萄）だけでなく、たとえば男性二人組のように。「路上」、そしてウラジーミル・ナボコフの「ロリータ」（1957）の2作品は「破壊的なエロチシズムを帯びてアメリカ大陸を往復する記念碑的作品」とされている。
1950年代には、ボブ・ホープとビング・クロスビーの「バリ島珍道中」（1952）、ヴィンセント・ミネリの「The Long, Long Trailer」（1954）、ディーン・マーティンとジェリー・ルイスの「底抜けのるかそるか」（1956）などの「健全な」ロードコメディが発表された。1950年代のロードムービーは多くはないが、「乱暴者」（1953）や「理由なき反抗」（1955）では「戦後の若者文化」が描かれている。
ティモシー・コリガンは第二次大戦後のロードムービーの主人公の具体的特徴として、「記憶喪失、妄想、芝居がかった危機」をあげている。デビッド・レイダーマンによればロードムービーはモダニズムの美的アプローチあり、世間に対する怒りと反抗、スリルと開放感を描くことで、古い体制や価値観に対する幻滅を表しているという。1960年代の2作品、「俺たちに明日はない」と「イージー・ライダー」がロードムービーを独立したジャンルへと引き上げた。1960年代後半から1970年代のニュー・ハリウッドの時代において、ロードムービーは重要なジャンルであった。「俺たちに明日はない」に影響されて、リチャード・サラフィアンの「バニシング・ポイント」（1971）やテレンス・マリックの「地獄の逃避行」（1973）が作られた。
「俺たちに明日はない」はフランス映画からの影響を受けている。デヴィッド・ニューマンとロバート・ベントンは、ジャン＝リュック・ゴダールの「勝手にしやがれ」（1960）とフランソワ・トリュフォーの「ピアニストを撃て」（1960）からの影響をあげた。デヴィン・オージェロンが言うように、第二次大戦後、ヨーロッパ、アメリカのロードムービーの制作現場は、互いに影響を与えあったのであろう。
1960年代の終わり頃から、ロードムービーのセックスシーンに暴力がプラスされ、興奮度がより高められた。1930年代から1960年代までは、男と女が車で旅行するだけで観客は興奮した。ふたりがモーテルに泊まる、それだけでじゅうぶんであった。ヘイズ・コードによって性描写は禁じられていた。なお、「俺たちに明日はない」や「ナチュラル・ボーン・キラーズ」では男と女は殺人の共犯者である。お互い、頭の中を占めているのは刑務所であり、二人で家に帰る、というエンディングはあり得なかった。
「アウトロー」ロードムービーには、歴史上三つの時代がある。第二次世界大戦後のフィルム・ノワールの時代（例：「恐怖のまわり道」）、ベトナム戦争に揺れた1960年代後半（「イージー・ライダー」、「俺たちに明日はない」）、そしてレーガン後の1990年代、「湾岸戦争の英雄が見直された」時代（「マイ・プライベート・アイダホ」、「テルマ&ルイーズ」、「ナチュラル・ボーン・キラーズ」）である 。1970年代には「愛に向って走れ」のような逃亡を描いた低予算のアウトロー映画が作られた。1980年代には「トランザム7000」や「キャノンボール」がヒットした 。1990年代になるとポストモダニストによるアウトロー・カップル映画が再び作られるようになった（「ワイルド・アット・ハート」、「カリフォルニア」、「トゥルー・ロマンス」）。
初期のロードムービーは新しい領土の発見や国土の拡大を描いたもので、そのメッセージは古典的な西部劇と共通していた。エドガー・G・ウルマーのフィルム・ノワール映画「恐怖のまわり道」でニューヨークからハリウッドへ向かうミュージシャンが見たのは、物質主義に堕した国の姿であった。デニス・ホッパーの「イージー・ライダー」が描いたのは、1960年代後半、すっかり変わってしまったアメリカ社会であった。このように、ロードムービーは国家のアイデンティティが変化するさまを描写した。 ニュー・ハリウッド時代、ロードムービーの制作には、「高速フィルムストック」や「軽量カメラ」といった新しい技術が使われるとともに、「物語の省略、自己言及、大胆な移動撮影とモンタージュ・シーケンス」といったヨーロッパ映画の製作技法も取り入れた。
ロードムービーというジャンルは第二次大戦後に生まれたことになっている。男性を中心とした伝統的な家族の形が失われた戦後の世界が背景にあること、主人公の生き方をかえてしまうような衝撃的な出来事が移動中におこることに重きがおかれること、クルマやバイクがオーナーの「分身」とみなされ、主人公との関係性が重視されること、登場人物はたいてい男性で、女性は排除され、「テクノロジーと結びついた男性の逃避願望」が描かれていること、などがその根拠である 。にもかかわらず、コーハンとハークはロードムービーは1930年代からあると主張する。
2000年代はロードムービーの良作に恵まれた。ヴィンセント・ギャロの「ブラウン・バニー」（2003）、アレクサンダー・ペインの「サイドウェイ」（2004）、ジム・ジャームッシュの「ブロークン・フラワーズ」（2005）、ケリー・ライカートの「オールド・ジョイ」（2006）などである。ロードムービーというジャンルが注目され、英国映画協会は「面白い作品がまだあるはず」と2000年以降の10作品をハイライトした。同協会のトップテンはアンドレア・アーノルドが素人を集めて作った「アメリカン・ハニー」（2016）、十代の若者が旅をするアルフォンソ・キュアロンの「天国の口、終りの楽園。」（2001）、良くも悪くもフェラチオシーンで有名な「ブラウン・バニー」（2003）、チェ・ゲバラのバイク旅行を描いたウォルター・サレスの「モーターサイクル・ダイアリーズ」（2004）、マーク・デュプラスとジェイ・デュプラスによるはじめてのマンブルコア・ロードムービー「The puffy chair」（2005）、「ブロークン・フラワーズ」（2005）、フォルクスワーゲンT2マイクロバスでの家族旅行を描いたジョナサン・デイトン&ヴァレリー・ファリスの「リトル・ミス・サンシャイン」（2006）、父と息子が旅に出るアレクサンダー・ペイン「ネブラスカ ふたつの心をつなぐ旅」（2013）、旅行中にやっかいな電話を受けてしまう建設会社の現場監督を描いたスティーヴン・ナイトの「オン・ザ・ハイウェイ その夜、86分」（2013）、奇妙な乗客を運ぶタクシー運転手を描いたジャファール・パナヒ「人生タクシー」（2015）である。ティモシー・コリガンはポストモダンロードムービーを「何を入れてもいいゴミ箱」と呼んだ。「本物も、そうでないものも入っているが、観客には区別がついていない」と。アトキンソンはロードムービーについて「人間の欲望。テレビ番組を見ながら育った観客にとっては究極の自分捜し。」という。

## 主な作品
- 珍道中シリーズ
  - シンガポール珍道中 Road to Singapore （1940年）
  - アフリカ珍道中 Road to Zanzibar （1941年）
  - モロッコへの道 Road to Morocco （1942年）
  - アラスカ珍道中 Road to Utopia （1946年）
  - 南米珍道中 Road to Rio （1948年）
  - バリ島珍道中 Road to Bali （1952年）
  - ミサイル珍道中 Road to Hong Kong （1962年）
- 道 La Strada （1954年、イタリア)
- 憎いあンちくしょう （1962年、日本)
- おかしなおかしなおかしな世界 It's a Mad, Mad, Mad, Mad World （1963年、アメリカ）
- マジカル・ミステリー・ツアー Magical Mystery Tour （1967年、イギリス）
- イージー・ライダー Easy Rider （1968年、アメリカ）
- 真夜中のカーボーイ Midnight Cowboy （1969年、アメリカ）
- 少年        (1969年、日本)
- バニシング・ポイント Vanishing Point （1970年、アメリカ）
- 家族 （1970年、日本）
- レッド・サン Soleil Rouge （1971年、フランス・イタリア・スペイン）[35]
- 都会のアリス Alice in den Städten （1973年、西ドイツ）
- ペーパー・ムーン Papermoon （1973年、アメリカ）
- スケアクロウ Scarecrow （1973年、アメリカ）
- ハリーとトント Harry and Tonto （1974年、アメリカ）
- 幸福の黄色いハンカチ （1977年、日本）
- マイロード （1980年、日本）
- ブルース・ブラザース The Blues Brothers （1980年、アメリカ）
- オン・ザ・ロード（1982年、日本）
- ストレンジャー・ザン・パラダイス Stranger Than Paradise （1984年、アメリカ）
- パリ、テキサス Paris, Texas （1984年、西ドイツ・フランス）
- ファンダンゴ Fandango （1985年、アメリカ）
- スタンド・バイ・ミー Stand by Me （1986年、アメリカ）
- ダウン・バイ・ロー Down By Law （1986年、アメリカ）
- クロスロード Crossroads （1986年、アメリカ）
- 赤ちゃん泥棒 Raising Arizona （1987年、アメリカ）
- 男はつらいよ 寅次郎物語 （1987年、日本）
- ミッドナイト・ラン Midnight Run （1988年、アメリカ）
- レインマン Rain Man （1989年、アメリカ）
- レニングラード・カウボーイズ・ゴー・アメリカ Leningrad Cowboys Go America （1989年、フィンランド・スウェーデン）
- 雪のコンチェルト （1991年、日本）
- テルマ&ルイーズ Thelma und Louise （1991年、アメリカ）
- ワイルド・アット・ハート Wild at Heart （1990年、アメリカ）
- マイ・プライベート・アイダホ My Own Private Idaho （1991年、アメリカ）
- フォーエバー・ロード Leaving Normal （1992年、アメリカ）
- カリフォルニア Kalifornia （1993年、アメリカ）
- トゥルー・ロマンス True Romance （1993年、アメリカ）
- プリシラ Adventures of Priscilla, Queen of the Desert （1994年、オーストラリア）
- クリス・ファーレイはトミーボーイ Tommy Boy （1995年、アメリカ）
- ゲット・オン・ザ・バス Get On the Bus （1996年、アメリカ）
- 心の指紋 Sunchaser （1996年、アメリカ）
- ノッキン・オン・ヘブンズ・ドア Knockin' on heaven's door （1997年、ドイツ）
- セントラル・ステーション Central do Brasil （1998年、ブラジル）
- グレイスランド Finding Graceland （1998年、アメリカ）
- ブルース・ブラザース2000 The Blues Brothers 2000 （1998年、アメリカ）
- ストレイト・ストーリー The Straight Story （1999年、アメリカ）
- 菊次郎の夏 （1999、日本）
- 姉のいた夏、いない夏。 The Invisible Circus (2000年、アメリカ）
- 風花 (2001年、日本）
- 天国の口、終りの楽園。 Y tu mamá también (2001年、メキシコ）
- ノット・ア・ガール Crossroads (2002年、アメリカ）
- サイドウェイ Sideways (2005年、アメリカ）
- モーターサイクル・ダイアリーズ The Motorcycle Diaries (2004年、アルゼンチン・アメリカ・他）
- ラスト・マップ/真実を探して Around the Bend (2004年、アメリカ）
- ブロークン・フラワーズ Broken Flowers (2005年、アメリカ）
- トランスアメリカ Transamerica (2005年、アメリカ）
- リトル・ミス・サンシャイン Little Miss Sunshine (2006年、アメリカ）
- Mr.ビーン カンヌで大迷惑?! Mr. Bean's Holiday (2007年、イギリス）
- 人生はノー・リターン 〜僕とオカン、涙の3000マイル〜 The Guilt Trip (2012年、アメリカ）
- ネブラスカ ふたつの心をつなぐ旅 Nebraska (2013年、アメリカ）

## 『エンターテイメント・ウィークリー』が選んだ30本
2011年6月1日、アメリカの娯楽週刊誌『エンターテイメント・ウィークリー』が「ロードムービー傑作30本 (30 Great Road Trip Movies)」を発表した。
- 或る夜の出来事 （1934年、アメリカ）
- オズの魔法使 （1939年、アメリカ）
- 南米珍道中 （1947年、アメリカ）
- 恐怖の報酬 （1953年、フランス・イタリア）
- ロリータ （1962年、イギリス・アメリカ）
- イージー・ライダー （1969年、アメリカ）
- 断絶（英語版） （1971年、アメリカ）
- 地獄の逃避行 （1973年、アメリカ）
- ペーパー・ムーン （1973年、アメリカ）
- デス・レース2000年 （1975年、アメリカ）
- トランザム7000 （1977年、アメリカ）
- キャノンボール （1981年、アメリカ・香港）
- ホリデーロード4000キロ（1983年、アメリカ）
- ゴー!★ゴー!アメリカ/我ら放浪族（英語版） （1985年、アメリカ）
- シュア・シング（1985年、アメリカ）
- ピーウィーの大冒険 （1985年、アメリカ）
- Sherman's March （1986年、アメリカ）日本劇場未公開
- 大災難P.T.A. （1987年、アメリカ）
- ミッドナイト・ラン （1988年、アメリカ）
- テルマ&ルイーズ （1991年、アメリカ）
- プリシラ （1994年、オーストラリア）
- ストレイト・ストーリー （1999年、アメリカ・フランス）
- ロード・トリップ （2000年、アメリカ）日本劇場未公開
- 天国の口、終りの楽園。 （2001年、メキシコ）
- ロード・オブ・ザ・リング 3部作（2001年 - 2003年、ニュージーランド・アメリカ）
- サイドウェイ （2004年、アメリカ）
- モーターサイクル・ダイアリーズ （2004年、アルゼンチン・アメリカ・他）
- リトル・ミス・サンシャイン （2006年、アメリカ）
- イントゥ・ザ・ワイルド （2007年、アメリカ）
- それぞれの空に（英語版） （2008年、アメリカ）日本劇場未公開